# ダン・ギルロイ
ダン・ギルロイ（Dan Gilroy, 1959年6月24日 - ）は、アメリカ合衆国の脚本家・映画監督である。

## 生い立ち
カリフォルニア州サンタモニカで二卵性双生児として生まれる（双子の一方は映画編集者のジョン・ギルロイ）。父はピューリツァー賞受賞経験のある脚本家のフランク・D・ギルロイ、兄もまた脚本家のトニー・ギルロイである。

## キャリア
ダートマス大学を卒業し、『フリージャック』、デニス・ホッパー監督の『逃げる天使』の脚本に参加。妻レネ・ルッソが出演した『トゥー・フォー・ザ・マネー』では脚本を手がけ、製作総指揮の一人も務めた。また、製作中止となった『Superman Lives』にも参加していた。2012年、『The Annihilator』の脚本を執筆することが報じられた。2014年には『ナイトクローラー』で監督デビューを果たし、第24回ゴッサム・インディペンデント映画賞にてブレイクスルー監督賞にノミネートされた。

## 私生活
1992年に女優のレネ・ルッソと結婚し、翌年に娘が生まれた。

## フィルモグラフィ

### 映画
| 年   | 題名                                                      | 役割             | 備考                  |
| ---- | --------------------------------------------------------- | ---------------- | --------------------- |
| 1992 | フリージャック Freejack                                   | 共同脚本         |                       |
| 1994 | 逃げる天使 Chasers                                        | 共同脚本         |                       |
| 2005 | トゥー・フォー・ザ・マネー Two for the Money              | 脚本・製作総指揮 |                       |
| 2006 | 落下の王国 The Fall                                       | 共同脚本         |                       |
| 2011 | リアル・スティール Real Steel                             | 共同原案         |                       |
| 2012 | ボーン・レガシー The Bourne Legacy                        | 共同脚本         |                       |
| 2014 | ナイトクローラー Nightcrawler                             | 監督・脚本       |                       |
| 2017 | キングコング: 髑髏島の巨神 Kong: Skull Island             | 脚本・原案       |                       |
| 2017 | ローマンという名の男 -信念の行方- Roman J. Israel, Esq.   | 監督・脚本       |                       |
| 2019 | ベルベット・バズソー: 血塗られたギャラリー Velvet Buzzsaw | 監督・脚本       | Netflixオリジナル映画 |

### ドラマシリーズ
| 年   | 題名                       | 役割 | 備考                    |
| ---- | -------------------------- | ---- | ----------------------- |
| 2022 | キャシアン・アンドー Andor | 脚本 | Disney+オリジナルドラマ |